# Diuretikum
Et diuretikum (i flertal diuretika, populært kaldet vanddrivende midler) er et lægemiddel der øger diuresen, dvs. produktionen af urin. Der er flere grupper af diuretika. Alle diuretika øger udskillelsen af vand fra kroppen, selvom hver gruppe opnår dette på forskellig vis. Den primære virkningsmåde for diuretika er at hæmme reabsorptionen af natriumklorid i nyrerne, hvorved salt og vand tabes igennem urinen. Dette bevirker en reduktion af ekstracellulærvæsken.

## Anvendelse
Diuretika anvendes medicinsk til behandling af forhøjet blodtryk, ødemer, hjerteinsufficiens, levercirrhose (skrumpelever) og visse nyresygdomme.

## Grupper
Der findes flere grupper diuretika: 

### Thiaziddiuretika
Thiazid-diuretika virker på den distale tubulus i nyrerne, hvor de hæmmer natrium-chlorid symporten. Da vand pga. osmose følger med de opløste ioner vil dette medføre øget udskillelse af vand igennem urinen.

### Slyngediuretika
Slyngediuretika (loop-diuretika) virker på Henles slynge i nyrerne, hvor de hæmmer natrium-kalium-chlorid symporten. Disse diuretika har den kraftigste diuretiske virkning.

### Kaliumbesparende diuretika
Da både thiazid og slyngediuretika bevirker tab af kalium-ioner og dermed en risiko for hypokaliæmi, kombineres de ofte med kaliumbesparende diuretika. Kaliumbesparende diuretika er primært aldosteron-antagonister, dvs. de hæmmer bindingen af hormonet aldosteron til dets receptor. Dette bevirker en øget udskillelse af natrium, samt en hæmning af kaliumudskillelsen. Der findes også andre kaliumbesparende diuretika (primært amilorid) som hæmmer natriumkanaler i den distale tubulus. Kaliumbesparende diuretika har en beskeden effekt i sig selv.

## Diuretika i klinisk brug
Følgende diuretika var i klinsk brug i Danmark pr. april 2013 (handelsnavne er anført i parentes):
Thiaziddiuretika:
- Hydrochlorthiazid (Hydromed®)
- Bendroflumethiazid (Centyl®, kombinationspræparat med kalium)

Slyngediuretika:
- Furosemid (Diural®, Furix®, Lasix® Retard)
- Bumetanid (Burinex®)

Kaliumbesparende diuretika:
- Spironolacton (Hexalacton®, Spirix®, Spiron)
- Eplerenon (Inspra®)
- Amilorid (Amilco®, Frusamil, Sparkal®, disse er alle kombinationspræparater med enten thiazid- eller slyngediuretika)